# Kasteel van Salignac

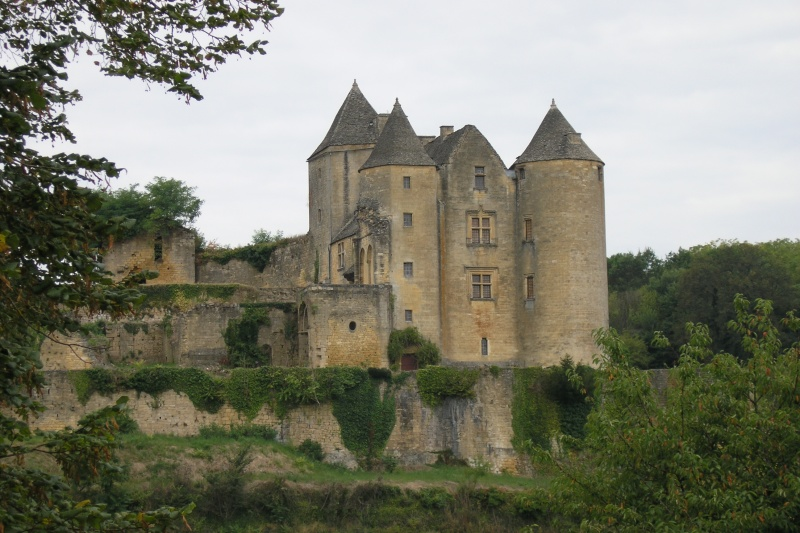
Het kasteel van Salignac

Het kasteel van Salignac is het oude versterkte kasteel van Salignac, uit de twaalfde en zestiende eeuw; het is gelegen in de stad Salignac-Eyvigues, in het Franse departement Dordogne. Het moet niet worden verward met het kasteel van Fénelon dat zich in Sainte-Mondane op de linkeroever van de Dordogne bevindt en dat toebehoorde aan de familie Salignac de la Mothe-Fénelon, de jongere tak van de vorige.
Tijdens de Honderdjarige Oorlog werd het kasteel zwaar verwoest, zowel door de Engelsen als door de Fransen. Het was in de zestiende eeuw dat er een grote campagne van herstel en wederopbouw plaatsvond, en het is gedeeltelijk het resultaat hiervan dat we vandaag kunnen zien.
Dit kasteel staat sinds 1969 op de monumentenlijst